# Cá mú chấm vạch
Cá mú chấm vạch, tên khoa học Epinephelus amblycephalus, là một loài cá trong họ Serranidae.